# Ssssh
Ssssh är det brittiska bluesrockbandet Ten Years Afters fjärde album. Det gavs ut 1969 och är producerat av Alvin Lee och Ten Years After. Albumet släpptes bara några få månader efter gruppens senaste studioalbum, men blev deras första storsäljare i USA tack vare deras uppträdande på Woodstockfestivalen.

## Låtlista
Alla låtar är skrivna av Alvin Lee om inget annat anges.

### Sida A
1. "Bad Scene" – 3:30
2. "Two Time Mama" – 2:02
3. "Stoned Woman" – 3:21
4. "Good Morning Little Schoolgirl" (Sonny Boy Williamson) – 7:10

### Sida B
1. "If You Should Love Me" – 5:23
2. "I Don't Know That You Don't Know My Name" – 2:06
3. "The Stomp" – 4:30
4. "I Woke Up This Morning" – 5:30

## Medverkande
- Alvin Lee — gitarr, sång
- Leo Lyons — elbas
- Chick Churchill — piano, orgel
- Ric Lee — trummor

## Listplaceringar
| Lista (1969)   | Position            |
| -------------- | ------------------- |
| Finland        | 14                  |
| Frankrike      | 9                   |
| Norge          | 16 (VG-lista)       |
| Storbritannien | 4 (UK Albums Chart) |
| USA            | 20 (Billboard 200)  |
| Västtyskland   | 6                   |